# 잉그리드 버그먼
잉그리드 버그먼(스웨덴어: Ingrid Bergman 잉리드 베리만[*], 1915년 8월 29일 ~ 1982년 8월 29일)은 스웨덴의 배우이다. 여러 할리우드와 유럽에서 촬영한 영화에 출연하였으며, 아카데미상을 3회 수상하였고 골든 글로브 상을 4회, 에미상을 2회, 토니상을 1회 수상하였으며, 미국 영화 연구소는 가장 위대한 여자 배우 중 4위로 선정하였다. 《카사블랑카》에서 맡은 일자 란드와 앨프리드 히치콕이 감독한 《오명》에서 케리 그랜트의 상대역인 앨리시아 후버먼으로 유명하다.
미국으로 건너오기 전에 스웨덴에서 여러 영화에 주연으로 출연하였다. 1939년에 《인터메조》의 할리우드 리메이크 작을 통해 처음으로 미국의 관객들과 마주하였다. 미국에서 미와 지성으로 '북유럽의 신선함과 활력'이라는 평판을 가지게 되었으며, 곧 '할리우드 여자 배우들의 우상'이라는 평가를 얻게 되었다.
1941년에 빅터 플레밍 감독의 《지킬 박사와 하이드씨》에 출연한 후, 제작자 데이비드 O. 셀즈닉에게 '가장 완벽하게 양심적인 배우'라는 평가를 받고 여러 작업을 함께하였다. 셀즈닉은 영화에서 상대역을 돋보게 해주는 역할을 자주 맡겼고, 이런 역할을 통해 경력을 이어갔다. 《카사블랑카》 이외에도 《누구를 위하여 종은 울리나》, 《가스등》, 《성 메리 성당의 종》, 히치콕과 함께 한 《스펠바운드》, 《오명》, 《염소자리》, 그리고 독립영화인 《성녀 잔 다르크》에 출연하였다.
할리우드 영화에 데뷔한 지 10년쯤 된 1950년에 원래 남편인 페터 린다스트롬을 버리고 이탈리아의 네오리얼리즘의 거장인 로베르토 로셀리니와 결혼하였다. 혼인 기간 동안 할리우드 영화에 출연하지 못하였고, 둘이 같이 만든 《스트롬볼리》와 《유로파 51》 등은 흥행에 실패하였다. 이혼 후 1957년에 다시 할리우드로 복귀하여 《아나스타시아》로 아카데미상을 수상하였다. 스웨덴에서 잉마르 베리만 감독의 《가을 소나타》에서 마지막으로 영화에 출연하였고, 1982년에 찍은 TV 영화인 《골다라는 이름의 여자》에 출연한 후 사망했다. 배우 생활 회고록이나 개인적인 삶의 기록 등은 웨슬리언 대학교의 영화 기록소에 보관되어 있다.

## 생애
1915년 8월 29일에 스톡홀름에서 스웨덴인 아버지와 독일인 어머니 사이에서 태어났다. 2살 때 어머니가 사망하였고, 13살에는 아버지도 사망하면서 고아가 되었다. 직업이 예술가였던 아버지는 죽기 전에 그녀가 오페라 배우가 되기를 원했지만, 어렸을 때부터 전문 배우가 되고 싶어하였다. 아버지가 죽은 후 이모 집으로 가게 되었고 이후 그레타 가르보가 졸업한 바 있는 왕립 연극 극장에서 수학하게 되었다. 7개월 후 무대에서 연기를 하기 시작하였으며,《몽크 다리의 백작》 (1935)를 시작으로 여러 영화에 출연하기 시작하였다.
스웨덴과 독일의 영화에 출연하다가 할리우드의 제작자인 데이비드 O. 셀즈닉의 눈에 들어 스웨덴 영화 《인터메조》의 리메이크 작품에 주연으로 캐스팅하였다. 이후 셀즈닉이 제작한 영화에 다수 출연하면서 이름을 날리기 시작하였다. 제2차 세계대전 도중에 워너브라더스의 《카사블랑카》에서 험프리 보가트와 같이 출연하면서 큰 명성을 얻게 되었다. 이후 《누구를 위하여 종은 울리나》 (1943)로 처음으로 아카데미 여우주연상 후보에 올랐다.1949년에 이탈리아 네오리얼리즘 계열의 감독인 로베르토 로셀리니에게 편지를 보내 같이 영화를 만들고 싶다고 전하게 된다. 로셀리니와 《스트롬볼리》를 만들면서 결혼하게 된다. 이미 치과 의사인 페터 린드스트롬과 1937년에 결혼해 딸 1명을 낳았기 때문에 둘의 결혼은 미국 내에서 큰 비난을 사고, 미국 상원에서 입국 거부 조치를 취한다. 로셀리니와 같이 만든 《유로파 51》과 《이탈리아 여행》은 모두 흥행에 실패해 경제적으로나 실질적으로 파탄났고, 둘 사이에는 이사벨라 로셀리니를 포함해서 3명의 자녀가 있었지만 1957년에 둘은 이혼하게 된다. 미국으로 돌아왔을 때 변함없이 우정을 지켜 준 사람은 케리 그랜트 단 한 사람이었다고 한다.
이혼 후 할리우드로 돌아와 20세기 폭스에서 《아나스타시아》로 아카데미 여우주연상을 다시 수상하게 된다. 이러면서 장 르누아르의 《엘레나와 버그먼의 남자》 (1956), 《브람스를 좋아하세요?》 (1961), 《선인장 꽃》 (1969) 등 영화에 출연하지만 점차 출연작의 수를 줄여 나간다.
1973년 칸 영화제 위원장을 역임한 후, 《오리엔트 특급 살인》 (1974)에 출연해 아카데미 여우조연상을 수상한다. 이로써 캐서린 헵번의 뒤를 이은 배우 최다 수상 기록이며, 잭 니콜슨과 같은 기록이다. 1978년에 스웨덴으로 돌아와 잉마르 베리만과 《가을 소나타》를 같이 찍는다.
1979년에 미국 영화 연구소에서 주최한 앨프리드 히치콕 평생공로상 시상식에서 사회를 본 후 이스라엘 전 총리인 골다 메이어를 다룬 TV 드라마 《골다라는 이름의 여자》에서 골다 역을 맡게 된다. 1982년 8월 29일 자신의 67번째 생일날 유방암으로 사망하면서 《골다라는 이름의 여자》는 유작이 되었으며, 사후 이 작품으로 에미상을 수상하게 된다. 고인의 유해는 스웨덴의 스톡홀름에 안치되었고. 묘비에는 "생애 마지막까지 연기를 했다"라고 씌어져 있다. 미국 영화 연구소에서 위대한 여자 배우 중 4위로 선정하였다.

## 같이 보기
- 아카데미상 최고 기록 목록